# Гершон, Йозеф
Йозеф Гершон (нем. Josef Gerschon; 1887, деревня Лаутербах, ныне в составе деревни Ровна, район Соколов — 1960) — чешский дирижёр, композитор и певец из судетских немцев.
Учился в Лейпцигской консерватории у Отто Лозе (дирижирование) и Оскара Пауля (теория музыки). Участвовал в Первой мировой войне в составе австрийской армии, был в российском плену под Пензой. Работал в придворной капелле князей Шаумбург-Липпе в Бюккебурге, затем в Венском Тонкюнстлероркестре и наконец в Карлсбадском курортном оркестре, с 1942 г. его последний немецкий руководитель. В 1929 г. вошёл в основанное Робертом Манцером Карлсбадское Брукнеровское общество. Во второй половине 1930-х гг. также держал в Карлсбаде музыкальный магазин.
Был также известен как исполнитель песен в сопровождении гитары. Выпустил сборник собственных песен для голоса и гитары, написал также сонату для флейты и гитары. Особый интерес Гершон испытывал к творчеству фолк-певца Антона Гюнтера: сразу после его смерти в 1937 году он написал симфоническую поэму «Народная музыка из Рудных гор» (нем. Eine Volksmusik aus dem Erzgebirge), построенную на лейтмотивах из песен Гюнтера (первая премия на конкурсе рудногорской музыки в Аннаберге, 1939). Среди других сочинений Гершона — «Эгерландский девиз» (нем. Egerländer Wahlspruch) для мужского хора и многочисленные песни на стихи местных поэтов (особенно Отто Церлика и Эмиля Магерля), написанные на местном диалекте немецкого языка.